# Amt Arnshaugk
Das Amt Arnshaugk war eine im Neustädter Kreis gelegene territoriale Verwaltungseinheit des 1806 in ein Königreich umgewandelten Kurfürstentums Sachsen. Zwischen 1657 und 1718 gehörte das Amt zum albertinischen Sekundogenitur-Fürstentum Sachsen-Zeitz.
Bis zur Abtretung an Preußen 1815 und der Angliederung des Ostteils an Sachsen-Weimar-Eisenach im Jahr 1816 bildete es als sächsisches Amt den räumlichen Bezugspunkt für die Einforderung landesherrlicher Abgaben und Frondienste, für Polizei, Rechtsprechung und Heeresfolge.

## Geographische Ausdehnung
Das Gebiet des Amts Arnshaugk lag zum größten Teil in der Orlasenke. Die Orla verlief fast komplett im Amtsgebiet. Der Südostrand des Gebiets gehört bereits zum Südostthüringer Schiefergebirge. Im Südosten des Amts entspringt die Auma, ein Nebenfluss der Weida. Im äußersten Südosten bildete die Saale die Amtsgrenze. Die Roda hat ihre Quelle im Nordosten des ehemaligen Amts. Historisch gehörte das Gebiet im Osten des Amts um Auma und Triptis zum Thüringer Vogtland.
Zum Amt Arnshaugk gehörten u. a. vier Städte und zwei Exklaven. Im Territorium lagen weiterhin zwei Enklaven. Das ehemalige Amtsgebiet liegt heute im Südosten des Freistaats Thüringen und befindet sich größtenteils im Saale-Orla-Kreis, nur kleine Randgebiete des Amts Arnshaugk gehören heute zum Saale-Holzland-Kreis (Renthendorf im Nordosten und die Exklave Dienstädt im Nordwesten), zum Landkreis Greiz (die Stadt Auma-Weidatal mit Auma im Südosten) bzw. zum Landkreis Saalfeld-Rudolstadt (die Exklave Kamsdorf).

## Angrenzende Verwaltungseinheiten
| Fürstentum Sachsen-Saalfeld (Pößneck)              | Herzogtum Sachsen-Altenburg (Westkreis)     |           |
| Fürstentum Schwarzburg-Rudolstadt (Oberherrschaft) | Kompassrose, die auf Nachbargemeinden zeigt | Amt Weida |
| Amt Ziegenrück                                     | Fürstentum Reuß jüngerer Linie (Schleiz)    |           |

## Geschichte

### Frühgeschichte
In der Zeit vor 1000 war die Region um Arnshaugk von Slawen bewohnt. Die Annahme einer befestigten Anlage in Arnshaugk als frühem Herrschaftssitz in von slawischer Bevölkerung dominiertem Gebiet noch vor dem 12./13. Jh. ist auf dem Bergsporn wahrscheinlich, kann aber bisher weder urkundlich noch archäologisch belegt werden.
Nach 1100 belehnte Kaiser Barbarossa fränkische Siedler mit dem Gebiet an der Orla. Lehnsnehmer waren die Herren von Auhausen, welche ihren Ursprung im fränkischen Benediktiner-Kloster Auhausen hatten und sich nun nach ihrem neuen Stammsitz bei Jena als Herren von Lobdeburg bezeichneten.

### Herrschaft Ranis
Seit dem 11. Jahrhundert befindet sich eine Befestigung auf dem Burgberg in Ranis. 1084 belehnte Kaiser Heinrich IV. Wiprecht von Groitzsch, den späteren Markgrafen von Meißen und der Lausitz, mit dem Castrum Ranis – die erste urkundliche Erwähnung. 1199 wird die Burg als Sitz von Reichsministerialien genannt, die dem König direkt unterstellt sind. Als Reichsgut nahm die Burg eine wichtige Stellung im Saalegau als Grenzfeste gegen die Slawen ein.
Kaiser Otto IV. verpfändete die Burg Ranis und das Herrschaftsgebiet um Saalfeld an die Grafen von Schwarzburg. 1220 belehnte Kaiser Friedrich II. die Schwarzburger mit der Burg. Im 13. und 14. Jahrhundert blieb Ranis im Besitz der Grafen von Kevernburg und Schwarzburg.
1389 verkauften die Schwarzburger die Burg an die Wettiner. Um 1418 wurden die mit Ranis seit jeher verbundenen Exklavenorte Goßwitz, Großkamsdorf und Kleinkamsdorf Teil der wettinischen Pflege (Amt) Ranis.
1463 vermachte Wilhelm III. die Burg und das Amt Ranis zur Ehren seiner Gemahlin Katharina von Brandenstein an ihren Bruder Heinrich von Brandenstein.
Wegen Überschuldung verkauften die Herren von Brandenstein die Burg 1571 an die Herren von Breitenbauch. Nachdem sich auch unter ihnen keine Besserung der Situation ergab, erfolgte 1574 die Einbeziehung zum Amt Arnshaugk.

### Herren von Lobdeburg
Die Herren von Lobdeburg erbauten auf einem Bergsporn bei der heutigen Stadt Neustadt/Orla die Burg Arnshaugk als Sitz einer Herrschaft im Orlagau. Das Gebiet des späteren Amts Arnshaugk bildete sich im 13. Jahrhundert um die Burg Arnshaugk. Im Jahr 1120 wurde Nova villa, ein Ort deutscher Gründung, in einer Schenkungsurkunde des thüringischen Grafen Wichmann an das Kloster Kaltenborn erwähnt. Im Zeitraum zwischen 1150 und 1250 wurde die Stadt Neustadt/Orla durch die Herren von Lobdeburg gegründet. Erstmals urkundlich erwähnt wurde die Stadt im Jahr 1287.
Ab der Mitte des 13. Jahrhunderts residierten die Herren von Lobdeburg temporär auf der Burg Arnshaugk (mehrmals wird Otto v. Lobdeburg-Arnshaugks Anwesenheit durch Beurkundungen auf seiner Burg in Schleiz deutlich). In allen überlieferten Urkunden erscheinen die Lobdeburger stets als „freie Herren“. Bereits im Dezember 1289 oder spätestens im Januar 1290 erlischt die Arnshaugker Linie der Lobdeburger, da beide männliche Leibeserben (Otto und sein Sohn Hartmann) ab dieser Zeit nie wieder in Urkunden auftauchen. Offenbar starben beide zur gleichen Zeit während einer kriegerischen Auseinandersetzung (sie traten mehrmals in Gefolgschaft von Dietrich von Landsberg auf).
Die Ehefrau von Otto dem IV., des letzten Herren zu Lobdeburg-Arnshaugk, Elisabeth (die Ältere) von Lobdeburg-Arnshaugk, war vermutlich eine geborene Gräfin von Orlamünde (* um 1262; † 22. August 1331). Im Besitz der Grafen von Orlamünde war die benachbarte Burg Ziegenrück und das sie umgebende spätere Amt Ziegenrück, welche Elisabeth vermutlich in die Ehe mit Otto dem IV. einbrachte.

### Schrittweiser Übergang in wettinischen Besitz
Nach dem Tod von Otto dem IV. und seinem Sohn Hartmann XI. von Lobdeburg-Arnshaugk heiratete Elisabeth (die Ältere) im Jahr 1290 den Landgrafen von Thüringen und Markgrafen von Meißen, Albrecht II. den Entarteten. Sie brachte in diese Ehe die Besitzungen der Lobdeburg-Arnshaugker Linie und der Grafen von Orlamünde ein, wodurch u. a. die Orte Neustadt an der Orla, Auma (beide gehörten später zum Amt Arnshaugk) und Ziegenrück (gehörte später zum Amt Ziegenrück) nach 1300 an die wettinische Markgrafschaft Meißen kam.
Der Sohn Albrechts, Friedrich I. der Gebissene (* 1257; † 16. November 1323), heiratete im Jahre 1300 in 2. Ehe die 14-jährige Erbtochter Elisabeth von Arnshaugk (* 1286; † 22. August 1359), Tochter von Hartmann XI. von Lobdeburg-Arnshaugk. Ihre gleichnamige Mutter war die dritte Ehefrau von Albrecht dem Entarteten und somit auch Friedrichs Stiefmutter.
Nicht nur Friedrich wurde vom Kaiser begünstigt, sondern auch der landgräfliche Vormund der Elisabeth, Vogt Heinrich II. von Plauen, dem auch Gebiete übereignet worden sind. Friedrich überließ zudem den mit den Vögten von Plauen verwandten Reußen die Burgen Triptis, Auma und Ziegenrück als Unterpfand für die Summe von 3000 Schock Meißner Groschen, die er schuldete und der Kaiser stimmte zu.
Infolge des  Vogtländischen Krieges  (1354 bis 1357) verloren die Plauener Vögte fast den gesamten Besitz. Heinrich IV. aus der älteren Linie (Haus Mühltroff) musste seine Besitztümer verkaufen, wodurch die im späteren Neustädter Kreis gelegenen Städte Auma, Triptis und Ziegenrück im Jahre 1356 an die Wettiner gingen.

### Kurfürstentum und Herzogtum Sachsen
Bei der Leipziger Teilung 1485 kam das Amt Arnshaugk zur ernestinischen Linie der Wettiner. Nach der Niederlage der Ernestiner im Schmalkaldischen Krieg im Jahr 1547 verblieb das Amt Arnshaugk im ernestinischen Herzogtum Sachsen. 1567 kam es infolge der Grumbachschen Händel nach der Reichsexekution gegen den mit der Reichsacht belegten Herzog Johann Friedrich II. als Sicherheit (Pfandbesitz) an die albertinische Linie und wurde als „assekuriertes Amt“ bezeichnet.
1660 wurde das Amt völlig an die Albertiner abgetreten und bildete seitdem mit den Ämtern Weida, Mildenfurth und Ziegenrück den Neustädtischen Kreis des Kurfürstentums Sachsen.
Zwischen 1657 und 1718 gehörten der Neustädter Kreis und seine vier Ämter zum Sekundogenitur-Fürstentum Sachsen-Zeitz. Wegen des ruinösen Zustands der Burg Arnshaugk war der Sitz des Amtes schon seit dem 16. Jahrhundert in die Stadt Neustadt an der Orla verlegt. Das Schloss der Stadt wurde nach 1674 durch Herzog Moritz von Sachsen-Zeitz erbaut. Ab 1788 wurden die Ämter Arnshaugk und Ziegenrück sozusagen in Personalunion von den gleichen Beamten besorgt.

### Preußen bzw. Sachsen-Weimar-Eisenach
In Folge der Niederlage des Königreichs Sachsen wurden auf dem Wiener Kongress im Jahr 1815 Gebietsabtretungen an das Königreich Preußen beschlossen, was u. a. zunächst den gesamten Neustädter Kreis mit seinen vier Ämtern betraf.
Da sich das Königreich Preußen aber in Art. 37 der Kongreßakte verpflichtet hatte, dem Großherzog von Sachsen-Weimar-Eisenach an dessen Fürstentum Weimar angrenzende oder benachbarte Gebiete mit mindestens 50.000 Einwohnern abzutreten, einigten sich Preußen und Sachsen-Weimar-Eisenach in separaten Verhandlungen auf die Abtretung (unter anderen) der östlichen Teile des Neustädter Kreises, so dass nur ein Rest, d. h. die Westteile der Ämter Ziegenrück (mit Ziegenrück und den Saaleübergängen) und Arnshaugk (mit der Gegend um Ranis und der Exklave Kamsdorf), bei Preußen blieb. So kam das Territorium der Ämter Arnshaugk (größerer Ostteil) mit Ziegenrück (kleinerer Ostteil), Weida und Mildenfurth an das Großherzogtum, wo es ebenfalls als „Neustädter Kreis“ bezeichnet, den südöstlichen der drei großen Landesteile bildete. Dessen Fläche betrug knapp 629 km² (1895: 52.016 Einwohner). Größte Städte waren neben Neustadt/Orla Triptis, Auma, Weida und Berga/Elster.

### Nachfolger des Amts Arnshaugk in Preußen
Die Gegend um Ranis mit der Exklave Kamsdorf blieb nach der Teilung des Amts Arnshaugk bei Preußen und wurde 1816 mit dem Westteil des Amts Ziegenrück zum neu gegründeten „Kreis Neustadt“ (ohne die gleichnamige Stadt) im Regierungsbezirk Erfurt der preußischen Provinz Sachsen vereinigt. Der Kreis wurde somit Exklave des Königreichs Preußen. Das Landratsamt des 1820 in Kreis Ziegenrück umbenannten Gebiets war die Burg Ranis. Der Landkreis Ziegenrück bestand bis zur Auflösung von Preußen im Jahr 1945.

### Nachfolger des Amts Arnshaugk in Sachsen-Weimar-Eisenach
1868 wurde im Großherzogtum Sachsen-Weimar-Eisenach aus dem Neustädter Kreis der Verwaltungsbezirk Neustadt an der Orla gebildet. Auch im Freistaat Sachsen-Weimar-Eisenach (1918–1920) blieb der Verwaltungsbezirk Neustadt an der Orla eine Gebietseinheit.
Nach der Bildung des Landes Thüringen im Jahr 1920 wurde der Verwaltungsbezirk Neustadt an der Orla aufgelöst und den Landkreisen Gera, Greiz, Jena-Roda und Schleiz zugeordnet.

### Nachfolger des Amts Arnshaugk nach 1945
Im Zuge der Verwaltungsreform von 1952 wurde der Kreis Pößneck aus Teilen der bisherigen Landkreise Gera, Saalfeld und Ziegenrück gebildet. Dieser orientierte sich flächenmäßig am historischen Vorbild des Neustädter Kreises. Allerdings wurde der Kreissitz nun an das angegliederte Pößneck verlagert.
Der Ostteil der Neustädter Kreises kam jedoch an benachbarte Kreise (z. B. wurde Auma dem Kreis Zeulenroda zugeordnet, Weida dem Kreis Gera-Land).
Im Jahr 1994 wurde die nun Landkreis Pößneck genannte Verwaltungseinheit aufgelöst und ging im Saale-Orla-Kreis auf. Kleine Randgebiete des Amts Arnshaugk gehören heute zum Saale-Holzland-Kreis (Renthendorf im Nordosten und die Exklave Dienstädt im Nordwesten), zum Landkreis Greiz (die Stadt Auma-Weidatal mit Auma im Südosten) bzw. zum Landkreis Saalfeld-Rudolstadt (die Exklave Kamsdorf).

## Zugehörige Orte
Städte
- Neustadt/Orla (nach 1816 zu Sachsen-Weimar-Eisenach)
- Auma (nach 1816 zu Sachsen-Weimar-Eisenach)
- Ranis (nach 1816 zu Preußen)
- Triptis (nach 1816 zu Sachsen-Weimar-Eisenach)

Dörfer (nach 1816 zu Sachsen-Weimar-Eisenach)
| - Arnshaugk - Alsmannsdorf - Börthen - Brandenstein - Braunsdorf - Breitenhain - Burkersdorf - Burgwitz - Chursdorf - Daumitsch | - Döblitz - Döbritz - Dreba - Dreitzsch - Gütterlitz - Hasla - Klein-Dembach - Köstitz - Köthnitz - Kolba | - Kopitzsch - Kospoda - Krobitz - Krölpa (bei Auma) - Langen-Dembach - Laskau - Lausnitz - Lemnitz - Leubsdorf - Lichtenau | - Linda - Meilitz - Miesitz - Mittelpöllnitz - Moderwitz - Molbitz mit Döhlen - Moßbach - Muntscha - Neudeck - Neunhofen | - Nimritz - Oberoppurg - Oberpöllnitz - Oppurg - Ottmannsdorf - Pillingsdorf - Quaschwitz - Rehmen - Ober-Renthendorf - Rosendorf | - Schmieritz - Schönborn - Schwarzbach - Solkwitz - Sorna - Stanau - Steinbrücken - Strößwitz - Tischendorf - Tömmelsdorf | - Traun - Untendorf - Weira - Weltwitz - Wenigenauma - Wittichenstein - Wüstenwetzdorf - Zwackau |

Dörfer (nach 1816 zu Preußen)
| - Bodelwitz - Dobian - Gertewitz - Gräfendorf - Krölpa (bei Ranis) | - Oelsen - Öpitz - Peuschen - Rockendorf - Schmorda | - Seisla - Trannroda - Wernburg - Wilhelmsdorf - Wöhlsdorf | - Zella |

Dörfer (Exklaven)
- Dienstädt (nordwestlich von Orlamünde) (nach 1816 zu Sachsen-Gotha-Altenburg)[2]
- Goßwitz (östlich von Saalfeld) (nach 1816 zu Preußen)
- Großkamsdorf (östlich von Saalfeld) (nach 1816 zu Preußen)
- Kleinkamsdorf (östlich von Saalfeld) (nach 1816 zu Preußen)

Burgen und Schlösser
- Burg Arnshaugk
- Burg Auma
- Burg Ranis
- Burg Triptis
- Schloss Brandenstein

Rittergüter und Vorwerke
- Ludwigshof und Heroldshof (zu Ranis)

Anderer Besitz
- Weiler Mühlpöllnitz, Buchpöllnitz und Steinpöllnitz (zu Triptis, im 18./19. Jahrhundert angelegt)
- Mühlen in Auma:
  - Eisenschmidtmühle (erstmals 1518 urkundlich erwähnt)
  - Mittelsmühle (wurde 1722 errichtet)
  - Kesselsmühle (1705 erstmals urkundlich genannt)
  - Teichmühle (bereits 1328 erstmals urkundlich erwähnt)[3]

## Amtmänner
u. a.
- Hans Georg von Schleinitz (* 30. Januar 1599; † 8. April 1666)
- Johann Gottfried Redlich (1765)